# Danse ta vie (film)
Pour les articles homonymes, voir Danse ta vie.
Série
Danse ta vie 2
(2008)
Pour plus de détails, voir Fiche technique et Distribution.
Danse ta vie (titre original : Center Stage) est un film américain réalisé par Nicholas Hytner, sorti en 2000.

## Synopsis
Ils sont jeunes et viennent de tous les horizons. La passion de la danse les a réunis pour une année au sein d'une école réputée. Ils partagent un même rêve : devenir membre de l'un des ballets les plus prestigieux du monde. Pour avoir une chance de réussir, ces aspirants danseurs vont devoir tout donner, aller au bout d'eux-mêmes sans jamais aucune certitude en retour... Chacun à sa façon va tenter d'approcher ce but en suivant les cours de cette académie d'élite. 

## Fiche technique
- Titre : Danse ta vie
- Titre original : Center Stage
- Réalisation : Nicholas Hytner
- Scénario : Carol Heikkinen
- Production : Caroline Baron et Laurence Mark (en)
- Sociétés de production : Columbia Pictures et Laurence Mark Productions
- Budget : 18 millions de dollars (13,21 millions d'euros)
- Musique : George Fenton
- Directeur de la photographie : Geoffrey Simpson
- Montage : Tariq Anwar
- Décors : David Gropman (de)
- Costumes : Ruth Myers
- Pays de production : États-Unis
- Format : Couleurs - 2,35:1 - DTS / Dolby Digital / SDDS - 35 mm
- Genre :  Drame, romance et film de danse
- Durée : 115 minutes
- Dates de sortie : 12 mai 2000 (États-Unis), 2 août 2000 (Belgique), 27 septembre 2000 (France)

## Distribution
- Amanda Schull (V. F. : Julie Turin) : Jody Sawyer
- Zoe Saldana (V. F. : Annie Milon) : Eva Rodríguez
- Susan May Pratt (V. F. : Véronique Picciotto) : Maureen Cummings
- Peter Gallagher (V. F. : Patrice Baudrier) : Jonathan Reeves
- Donna Murphy : Juliette Simone
- Debra Monk : Nancy Cummings
- Ethan Stiefel (V. F. : Ludovic Baugin) : Cooper Nielson
- Sascha Radetsky : Charlie Sims
- Julie Kent : Kathleen Donahue
- Ilia Kulik (V. F. : David Kruger) : Sergei
- Eion Bailey (V. F. : Julien Sibre) : Jim Gordon
- Shakiem Evans (en) (V. F. : Frantz Confiac) : Erik Jones
- Elizabeth Hubbard (en) (V. F. : Danielle Volle) : Joan Miller
- Marcia Jean Kurtz : la mère d'Emily
- Maryann Plunkett : Mme Sawyer

Sources et légende : Version française (V. F.) sur Voxofilm

## Autour du film
- Le tournage s'est déroulé du 12 juillet au 20 septembre 1999 à Jersey City et New York (Université Fordham, Juilliard School, Lincoln Center, Paul Taylor Dance Company (en) et le Queens).
- Danse ta vie est le premier film cinéma de l'actrice Zoë Saldaña.
- Une suite, Danse ta vie 2 (en anglais Center Stage 2: Turn it up) a été réalisée par Steven Jacobson en 2008. Peter Gallagher et Ethan Stiefel y reprennent leur rôle.

## Bande originale
- We're Dancing, interprété par P.Y.T.
- I Wanna Be With You, interprété par Mandy Moore
- Higher Ground, interprété par Red Hot Chili Peppers
- Candy, interprété par Mandy Moore
- Don't Get Lost In The Crowd, interprété par Ashley Ballard (en)
- Cosmic Girl, interprété par Jamiroquai
- Just Dance, interprété par Jamiroquai
- Friends Forever, interprété par Thunderbugs
- Le Corsaire, composé par Adolphe Adam
- The Way You Make Me Feel, interprété par Michael Jackson
- First Kiss, interprété par International Five
- Roméo et Juliette, Opus 64, composé par Sergueï Prokofiev
- Moonglow, composé par Edgar De Lange, Will Hudson et Irving Mills
- Swan Lake, Opus 20, composé par Pyotr Ilyich Tchaikovsky
- La Bayadére, composé par Léon Minkus
- Granada, Opus 47, Nr. 1, composé par Isaac Albéniz
- Eres Tu, interprété par Elvis Crespo
- Mas Que Una Caricia, interprété par Elvis Crespo
- Come Baby Come, interprété par Elvis Crespo et Giselle D'Cole
- Don Quixote, composé par Léon Minkus
- Get Used to This, interprété par Cyrena
- A Girl Can Dream, interprété par P.Y.T.
- Coppélia - Mazurka, composé par Léo Delibes
- Piano Concerto No. 2 in C minor, Op. 18, composé par Sergei Rachmaninoff
- If I Was the One, interprété par Ruff Endz
- Adagio for a Ballet Class, composé par Dmitry Polischuk
- "24", interprété par Jem

## Accueil
Le film est un succès aux États-Unis, même si les critiques sont moins enthousiastes et même quelquefois négatives,.

## Récompenses et distinctions
- Prix du meilleur film, lors des American Choreography Awards en 2000.